# Narcissus hispanicus subsp. eugeniae

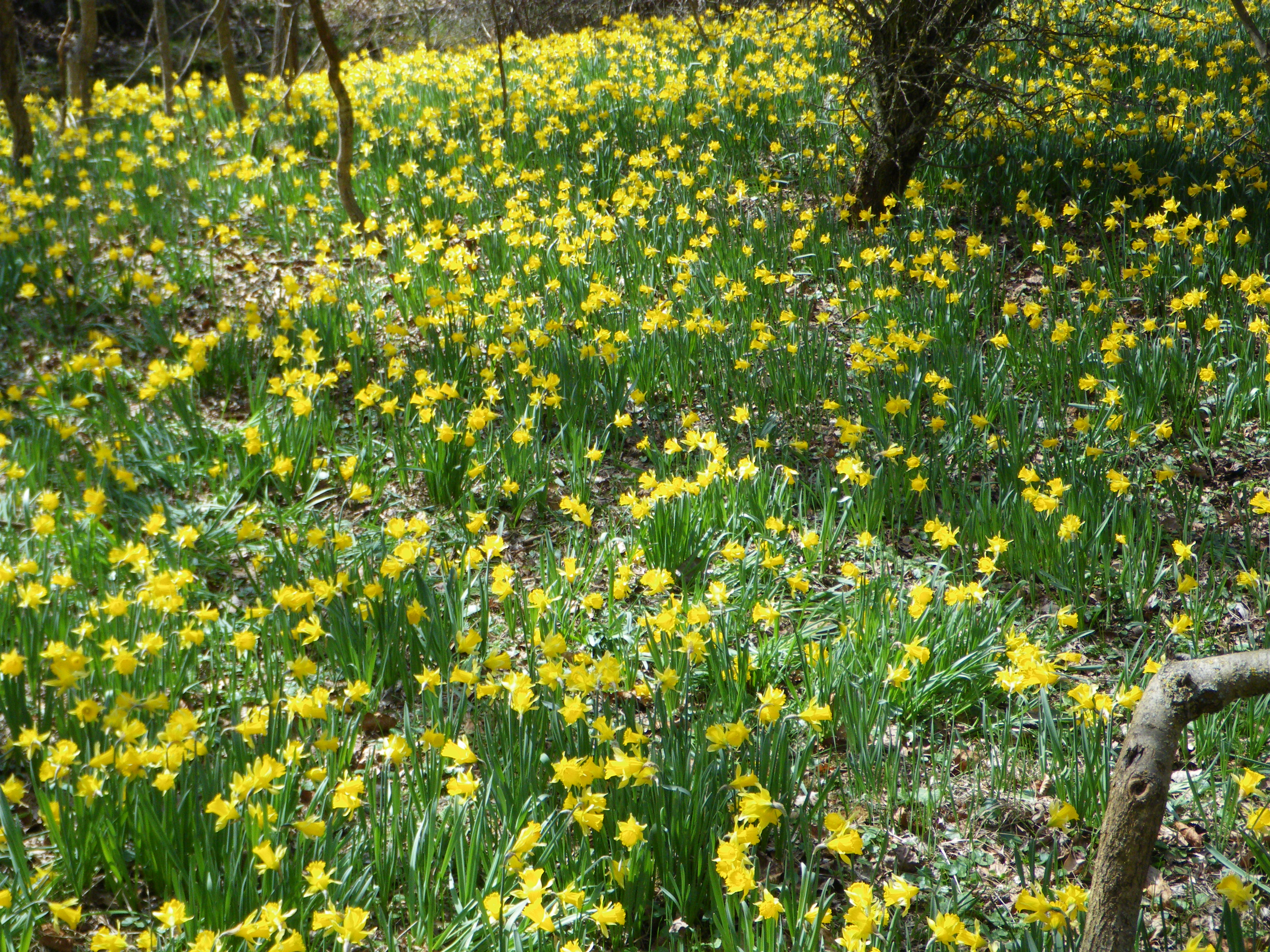
Al seu hàbitat

Narcissus hispanicus subsp. eugeniae és una planta amb flor, és una subespècie de Narcissus hispanicusdel gènere Narcís, de la família de les amaril·lidàcies (Amaryllidaceae).

## Descripció
Narcissus hispanicus subsp. eugeniae té una altura de 6 a 40 cm. Les sevesflors de color groc viu, de vegades amb els tèpals de groc pàl·lid a blanquinosos. La seva floració es produeix entre febrer a abril.

## Distribució i hàbitat
Narcissus hispanicus subsp. eugeniae és un endemisme ibèric i està estès per gran part de la zona central de la Península Ibèrica (Sistemes Ibèric i Central, muntanyes de Toledo i serres limítrofes i nord i centre de Portugal).
Al seu hàbitat, creix entre els 500 a 1850 m d'altitud i ceeix principalment als prats higròfils de muntanya, als herbassars que es formen a les vores de rierols, a les jonqueres i a les praderies humides que temporalment es poden inundar; també apareix a les orles herbàcies de diferents boscos caducifolis (bedolls, verns, rebolls) i, ocasionalment a les lleixes dels roquissars. Indiferent al substrat, es desenvolupa en llocs de sòls entollats o molt humits, principalment els de textura argilosa o rocosa i en exposicions d'assolellades a ombrejades. Sovint creix en associació amb Erica erigena.
Està amenaçada per la pèrdua d'hàbitat.

## Taxonomia
Narcissus hispanicus subsp. eugeniae va ser descrita per (Fern.Casas) M.Salmon i publicat a Gen. Narcissus: 261, a l'any 2017.
Citologia
El nombre de cromosomes de Narcissus pseudonarcissus subsp. portensis (Fam. Amaryllidaceae) i tàxons infraespecífics: Narcissus confusus Pugsley: n=14; 2n=28
Etimologia
Narcissus nom genèric que fa referència del jove narcisista de la mitologia grega Νάρκισσος (Narkissos) fill del déu riu Cefís i de la nimfa Liríope; que es distingia per la seva bellesa.
El nom deriva de la paraula grega: ναρκὰο, narkào (= narcòtic) i es refereix a l'olor penetrant i embriagant de les flors d'algunes espècies (alguns sostenen que la paraula deriva de la paraula persa نرگس i que es pronuncia Nargis, que indica que aquesta planta és embriagadora).
hispanicus: epítet geogràfic que al·ludeix a la seva localització a Hispània.
subsp. eugeniae: epítet
Sinonimia
- Narcissus eugeniae Fern.Casas, Fontqueria 1: 11 (1982).
- Narcissus pseudonarcissus subsp. eugeniae (Fern.Casas) Fern.Casas, Fontqueria 4: 27 (1983), no basionym date.[5]